# Alles inklusive
Alles inklusive ist eine Filmkomödie von Regisseurin Doris Dörrie aus dem Jahr 2014 nach ihrem gleichnamigen Roman. Deutscher Kinostart war am 6. März 2014.

## Handlung
Vor über 30 Jahren führte Ingrid am Strand im südspanischen Torremolinos ein chaotisches Hippieleben, mit Sex und Drogen ohne Arbeit, aber immer am Existenzminimum. Jetzt kehrt die gealterte 68erin als Alles-inklusive-Touristin an diesen Ort zurück, an dem inzwischen riesige Hotelbunker und billige Diskotheken entstanden sind.
Sie ist finanziell immer noch nicht "auf die Beine gekommen", so dass ihre Tochter Apple ihr diesen Billighotelaufenthalt, statt einer teureren Rehabilitationskur, bezahlt, damit Ingrid nach einer Hüftoperation wieder auf die Beine kommt.
In der All-inklusive-Kultur des Billighotels hängt Ingrid den Erinnerungen ihres Hippielebens nach. Deutlich wird aber, dass darin ihre damals zehnjähre Tochter Apple keinen Platz hatte. Nicht genug damit. Ingrids Affäre mit Karl Birker, der bieder mit seiner Frau Heike und seinem Sohn Tim in Torremolinos lebte, führte zum Selbstmord von Heike. Der Verlust der Mutter ist für Tim ein traumatisches Erlebnis, das er nicht bewältigen konnte.
Beide, Ingrids Tochter Apple und Birkers Sohn Tim, sind 30 Jahre später immer noch traumatisiert.
Apple hat kein Selbstwertgefühl und wirft sich immer wieder verkrampft an die falschen Männer. Nur ihre Französische Bulldogge, die sie Dr. Sigmund Freud nennt, hört ihr geduldig zu, wenn sie von ihrem Erleben erzählt. Die Bulldogge leidet unter eine Hüftdysplasie und muss operiert werden, wie Ingrid. Das führt nicht nur dazu, dass Apple sich schwer verschuldet und sich im Tierarzt wieder um den nächsten falschen Mann bemüht, sondern auch, dass sie ihren Job beim Rundfunk verliert, weil sie verbotenerweise den Hund zum Arbeitsplatz mitnimmt.
Aus Tim wurde die Fußpflegerin Tina, die im Billighotel auch noch Karaoke-Auftritte hat. Nicht einmal zu einer eigenen Wohnung hat es Tim geschafft. Er schläft illegal mit seiner Freundin im Zimmer seines Vaters, der mittlerweile im Altersheim wohnt. Tim kommt nicht von dem Ort seiner Kindheit, von seinem Vater los. So geht die Freundin mit dem in Trickbetrügereien erbeutetem Geld allein in die Welt und lässt Tim in großem Schmerz zurück. Tim als Tina erkennt Ingrid wieder und konfrontiert sie mit dem für ihn durch den Tod der Mutter verheerenden Konsequenzen ihres Tuns. Ingrid erkennt darin keine Schuld, sondern nur ein allgemeines Wirken von Verhältnissen.
Am Ende finden sich Karl und sein Sohn Tim sowie Ingrid und Apple, die nach dem Verlust ihrer Arbeit nach Spanien gekommen ist, im ehemaligen Haus von Karl. Karl hat das Altersheim verlassen. Sie wollen von Karls Rente leben. Es kommt zu einer zarten Annäherung zwischen Tim und Apple. Apple vermag, nun ihre Mutter zu nehmen, wie sie ist.

## Kritik
"Burlesk verspielte, zugleich melancholische Generationenkomödie aus der psychologischen Schonzone. Das multiperspektivische Stelldichein einer bunten Figurentruppe balanciert dabei am Rand der Unterforderung zwischen Situationskomik und sanften Hieben gegen kleinbürgerliche wie linksliberale Entgleisungen."
"Doris Dörrie bleibt sich bei der Verfilmung ihres eigenen Romans zwar treu, aber ihre neueste „menschliche Komödie“ ist thematisch überfrachtet und bleibt gerade deshalb oberflächlich."
"Alles inklusive rückt den Protagonisten ungeniert mit der Handkamera (Hanno Lentz) auf den Leib und schafft es, Hannelore Elsners Erscheinung als bunte Hippie-Grande-Dame, Nadja Uhls postpubertäre Konfusion und Hinnerk Schönemanns Weiblichkeitsmaskerade hyperrealistisch auszuleuchten, ohne sie auszuliefern. In einem Ambiente, das wie aus der »Bild«-Zeitung ausgeschnitten scheint, erzählt die Komödie von der schrägen Chance, einander hinter äußeren Klischees zu erkennen."

## Produktion
Der Film wurde produziert von der Olga Film GmbH in Koproduktion mit dem Bayerischen Rundfunk und der Degeto Film. Gefördert wurde er durch den FilmFernsehFonds Bayern (FFF Bayern), die Filmförderungsanstalt (FFA) und den Deutschen Filmförderfonds (DFFF). 